# Premio George Van Biesbroeck
El Premio George Van Biesbroeck de la American Astronomical Society normalmente se concede cada dos años y rinde homenaje a una persona por toda una carrera de servicio extraordinario o desinteresado a largo plazo a la astronomía, a menudo más allá de las exigencias de su cargo remunerado. La AAS asumió la responsabilidad del premio en 1997. Desde 1979 lo otorgaba la Van Biesbroeck Award, Inc.
Han recibido el premio:
- 2016 Richard A. Perley
- 2014 Michael Hauser
- 2012 C. Megan Urry
- 2011 David S. Leckrone
- 2010 Virginia Trimble
- 2009 George V. Coyne
- 2008 Peter Stetson
- 2007 Stephen P. Maran
- 2005 Eric Greisen
- 2004 Rodger Doxsey
- 2003 Donat G. Wentzel
- 2002 Víctor M. Blanco
- 2001 Michael J. Kurtz
- 2000 D. Harold McNamara
- 1999 Barry M. Lasker
- 1998 Frank J. Lovas
- 1997 Helmut A. Abt
- 1996 Dave Crawford
- 1995 Arlo U. Landolt
- 1994 Wayne H. Warren, Jr.
- 1993 Janet Akyüz Mattei
- 1992 Bob Kurucz
- 1991 Barry Clark
- 1990 Aden Meinel
- 1989 Brian Marsden
- 1988 Dorrit Hoffleit
- 1987 no otorgado
- 1986 John Hill
- 1985 Mark Giampapa
- 1984 John Stocke
- 1983 no otorgado
- 1982 Erick Young
- 1981 Marc Aaronson y Jeremy Mould
- 1980 Marcia Rieke
- 1979 Scott Davis